# Metaurus
|  | No s'ha de confondre amb Metaure. |

Metaurus (en llatí Metaurus, en grec antic Μέταυρος) era un riu de Brútium que desaiguava a la mar Tirrena i corria entre Medma i el promontori d'Escil·les.
En parlen Plini el Vell i Estrabó i correspon al modern riu Marro. Probablement tenia la ciutat de Metaurum a la seva desembocadura.